# Kneese
Kneese település Németországban, Mecklenburg-Elő-Pomeránia tartományban. Lakosainak száma 334 fő (2023. december 31.).

## Népesség
A település népességének változása:
| Lakosok száma | 345  | 331  | 357  | 353  | 334  |
|               | 2017 | 2019 | 2021 | 2022 | 2023 |